# Jacinto González
Jacinto González Peralta (Las Villas, 11 agosto 1941) è un ex cestista cubano.

## Carriera
Con Cuba ha partecipato alle Olimpiadi del 1968, disputando 9 partite e segnando 94 punti.